# آراء بيرتراند راسل السياسية

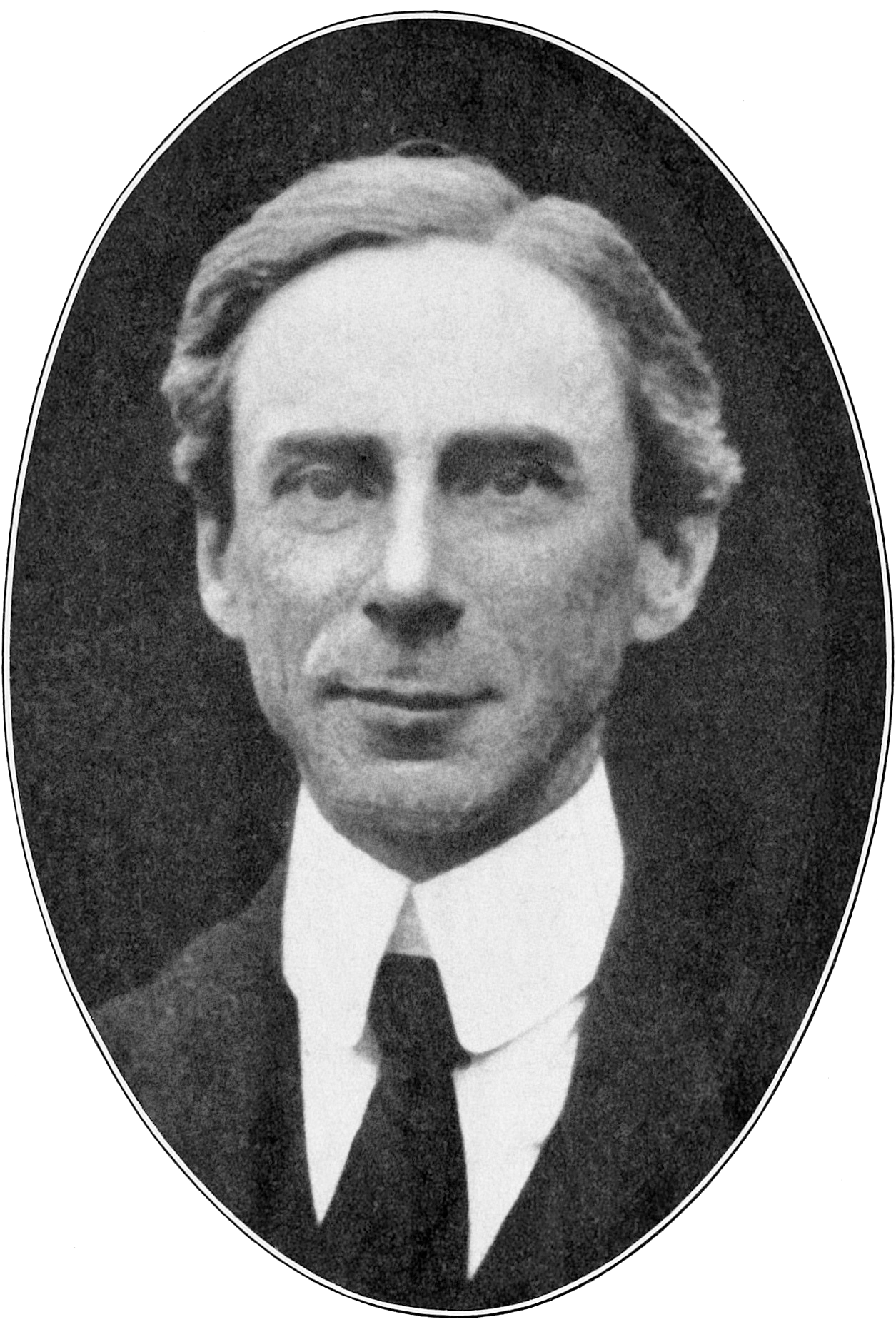

تقلّبت آراء الفيلسوف وعالم الرياضيات والناشط الاجتماعي بيرتراند راسل فيما يخصّ المجتمع على مدار نحو 80 عامًا من عمله المكثّف في الكتابة؛ بدءًا من أعماله الأولى في عام 1896 وحتّى وفاته في فبراير من عام 1970.

## النشاطية
استنفذ نشاط بيرتراند راسل السياسي والاجتماعي جلّ وقته خلال شطر كبير من حياته المديدة؛ الأمر الذي أبرز كتاباته الرائدة والفريدة حول مجموعة واسعة من المواضيع الفنّية وغير الفنّية.
استمر راسل في ممارسة نشاطه السياسي حتّى وفاته، إذ كتب إلى قادة العالم ونصحهم وضمّ اسمه لنصرة مجموعة من القضايا المختلفة. يؤكّد البعض على منحه لأتباعه الشباب امتيازات أكثر من اللازم، إذ استغلّوا اسمه لأغراض غريبة لم يكن ليوافق راسل عليها لو كان أكثر فطنةً. هناك بعض الأدلة التي تثبت إدراكه لمجريات الأمور لاحقًا، إذ فصل سكرتيره الخاص رالف شوينمان الذي كان شابًا منتميًا لليسار الراديكالي آنذاك.

### السلامية، والحرب، والأسلحة النووية
كان راسل استعماريًا ليبراليًا في بادئ الأمر، لكنّه تحوّل إلى معاداة الاستعمارية والسلامية ومناصرة حرب البوير الثانية في عام 1901. 
ناهض راسل بعض الحروب بحجّة أنها متعارضة مع مصالح الحضارة، وبالتالي اعتبرها غير أخلاقية. وفي المقابل، دافع راسل عن الحروب الاستعمارية في مقالته الصادرة في عام 1915 عن «أخلاقيات الحرب»، معتمدًا في دفاعه هذا على الأسس النفعية ذاتها؛ إذ شعر بأن هناك ما يبرر الاحتلال شرط افتراض استخدام الجانب الأكثر تحضّرًا هذه الأرض المحتلّة بشكل أفضل.
كلّفت النشاطية راسل غرامات مالية، وفقدانه حرية التنقل داخل الأراضي البريطانية، وعدم تجديد زمالته في كلية الثالوث (كامبردج)؛ وذلك بعد نشاطه ضد المشاركة البريطانية في الحرب العالمية الأولى. وفي نهاية المطاف، حُكم عليه بالسجن في عام 1918 بناءً على الحجة الواهية المتمثّلة بتدخّله في السياسة البريطانية الخارجية؛ إذ صرّح بأنه ينبغي على العمّال البريطانيين توخي الحذر بشأن جيش الولايات المتّحدة، بسبب تمتّعه بخبرة سابقة في فضّ الإضرابات. أُطلق سراحه بعد قضائه ستّة أشهر في السجن، لكنّه ظل خاضعًا للإشراف المباشر حتّى نهاية الحرب.
وصف راسل موقفه من الحرب بـ «السلامية السياسية النسبية» في عام 1943؛ معتقدًا أنه لطالما كانت الحرب شرًّا عظيمًا، لكنها قد تكون أهون الشرّين في بعض الظروف القصوى (مثل تهديد أدولف هتلر بالاستيلاء على أوروبا). دعم راسل سياسة التسوية في السنوات القليلة التي سبقت الحرب العالمية الثانية، بينما أقرّ بضرورة هزيمة هتلر في سبيل الحفاظ على الديمقراطية بحلول عام 1940. أيّد زميل راسل إيه. إيه. ميلن قيمه المتذبذبة بشأن التسوية. 
دأب راسل على معارضة الوجود المستمر للأسلحة النووية منذ استخدامها الأول. وعلى الرغم من ذلك، شارك راسل في خطاب عام من تنظيم دول الكومنولث الجديدة في مدرسة وستمنستر في 20 نوفمبر من عام 1948؛ كانت تعليقاته بمثابة صدمة للحاضرين، إذ قال إنه من الممكن تبرير توجيه ضربة نووية وقائية إلى الاتحاد السوفيتي. يبدو أن راسل اعتقد بقدرة التهديد بالحرب بين الولايات المتّحدة الأمريكية والاتّحاد السوفيتي على إجبار الأخير على قبول خطّة باروخ للمراقبة الدولية للطاقة الذرّية. (كتب راسل إلى والتر دبليو. مارسياي في هذا السياق خلال أوائل ذلك العام). شعر راسل أن لهذه الخطّة «مزايا كبيرة بالإضافة إلى إثباتها كرمًا ملموسًا، وذلك عند تذكّر امتلاك أمريكا لاحتكار نووي متواصل». (هل للإنسان مستقبل؟، 1961).
فسّر نيكولاس غريفين من جامعة ماكماستر صياغة راسل بأنها لا تدعو إلى الاستخدام الفعلي للقنبلة الذرّية بل استخدمها الدبلوماسي باعتبارها مصدر نفوذ هائل على أفعال السوفيت، إذ أدرج رأيه هذا في كتابه رسائل مختارة لبيرتراند راسل: سنوات شهرته، 1914-1970.
فنّد مستشار الخزانة البريطاني السابق وأحد حضور الخطاب نايجل لوسون تفسير غريفين لصياغة راسل. يزعم لوسون أن راسل نادى بضربة وقائية بشكل جلي؛ وهي وجهة النظر ذاتها التي أوردها هيرمان بوندي في سيرته الذاتية (العلم، تشرتشل وأنا، 1990، الصفحة رقم 60)، إذ روى وجهات نظر راسل في الفترة التي كانا فيها زميلين في كلية الثالوث بكامبردج. بغضّ النظر عن صحّة أيّ من التفسيرين، تراجع راسل لاحقًا عن كلامه مطالبًا بنزع السلاح النووي من القوى النووية؛ الأمر الذي يمكن ربطه بشكل من أشكال الحكومة العالمية.
نشر راسل بيان راسل-أينشتاين في عام 1955، وهو بيان وقّعه ألبرت أينشتاين إلى جانب تسعة علماء ومفكّرين بارزين آخرين؛ يُعتبر البيان بمثابة وثيقة دعت إلى إقامة مؤتمر باجواش للعلوم والشؤون الدولية في عام 1957. أصبح راسل أول مترأس لحملة نزع السلاح النووي بين عامي 1957-1958، إذ دعت هذه الحملة إلى نزع السلاح النووي الانفرادي من جانب بريطانيا. استقال راسل من منصبه بعد عامين بسبب رفض الحملة دعم العصيان المدني؛ لكنّه شكّل ما يُسمّى بلجنة المئة. سُجن راسل لمدّة أسبوع في سبتمبر من عام 1961 بموجب قانون صادر في عام 1361، وذلك لرفضه إلغاء مظاهرة ضخمة مناهضة للقنبلة النووية من تنظيم لجنة المئة في وزارة الدفاع. قضى راسل عقوبته في مستشفى سجن بريكستون.
بعث راسل ببرقيةً خلال أزمة صواريخ كوبا؛ إذ وجّهها إلى كل من الرئيس الأمريكي جون كينيدي، ورئيس الوزراء السوفييتي نيكيتا خروتشوف، والأمين العام للأمم المتّحدة يو ناثت، ورئيس الوزراء البريطاني هارولد ماكميلان. انتقد راسل في برقياته الرئيس كينيدي بلهجة شديدة، إذ كان قد وصفه سابقًا بأنه «أشدّ خطرًا من هتلر»؛ لكنّه كان متسامحًا مع خروتشوف. ردّ خروتشوف على راسل من خلال رسالة طويلة نشرتها وكالة الأنباء الروسية إيتار تاس، إلا أنها كانت موجّهة بشكل أساسي إلى كينيدي والعالم الغربي.
انضمّ راسل إلى أينشتاين وروبرت أوبنهايمر وجوزيف روتبلت وغيرهم من العلماء البارزين حينها بهدف إنشاء الأكاديمية العالمية للفنون والعلوم التي شُكلّت رسميًا في عام 1960، إذ كان مدفوعًا بقلقه المتزايد حيال خطر الأسلحة النووية وغيرها من الاكتشافات العلمية على البشرية.
بدأت مؤسسة بيرتراند راسل للسلام العمل جنبًا إلى جنب مع دور النشر التابعة لها سبوكسمان بوكس في عام 1963، إذ أكملت مسيرة راسل في سبيل تحقيق السلام وحقوق الإنسان والعدالة الاجتماعية.
انتقد راسل الرواية الرسمية لاغتيال الرئيس الأمريكي جون كينيدي في مقالته «16 سؤالًا حول الاغتيال» (1964).

### كوريا وفيتنام
أعرب راسل عن معارضته العلنية للسياسة الأمريكية في فيتنام من خلال رسالة نشرتها صحيفة نيويورك تايمز بتاريخ 28 مارس من عام 1963. أنهى راسل مسودة كتابه جرائم الحرب في فيتنام بحلول خريف عام 1966. نظّم راسل محكمة جرائم الحرب العالمية أو محكمة راسل لجرائم الحرب، مستخدمًا المسوغات الأمريكية لمحاكمات نورنبرغ.
أيّد راسل القومية الكورية، مشيرًا إلى أنّ الكوريين الشماليين والكوريين الجنوبيين «أبناء عمومة».